# 埃尔曼·巴勒莱
埃尔曼·巴勒莱（法語：Hermann Barrelet，1879年9月25日—1964年4月24日），法国前男子赛艇运动员。他曾代表法国参加1900年夏季奥林匹克运动会赛艇比赛，获得男子单人双桨金牌。